# Iggy Azalea
Iggy Azalea, właśc. Amethyst Amelia Kelly (ur. 7 czerwca 1990 w Sydney) – australijska raperka, autorka tekstów, modelka oraz reżyserka teledysków.

## Życiorys
Urodziła się w Sydney, w Australii. We wczesnym dzieciństwie przeniosła się wraz z rodziną do Mullumbimby w Nowej Południowej Walii. Jej ojciec był malarzem i rysownikiem komiksów, matka pracowała jako sprzątaczka. Zaczęła rapować w wieku czternastu lat. Niedługo przed szesnastymi urodzinami wyjechała do Stanów Zjednoczonych, gdzie przebywała przez sześć lat bez wizy. Mieszkała między innymi w Miami, Houston, Atlancie, Georgii i Los Angeles.
W 2011 opublikowała wideo do singla „Pu$$y”. We wrześniu tego samego roku wydała swój pierwszy projekt, mixtape zatytułowany „Ignorant Art”. W listopadzie ukazał się teledysk do piosenki „My World”. Utwory „Black Widow”, „Work” i „Problem” były najczęściej pobieranymi piosenkami Iggy w 2014 roku. 22 sierpnia 2014 roku Iggy na kanale VEVO wyjaśniła, że pseudonim artystyczny zaczerpnęła z imienia Iggy’ego Popa.
W 2015 roku został potwierdzony jej duet z Britney Spears. Nagrały wspólnie utwór „Pretty Girls”, do którego nakręcono teledysk 9 kwietnia 2015. Premiera singla nastąpiła 4 maja.
W lutym 2018 roku Azalea powróciła na scenę muzyczną po tym, jak jeszcze w maju 2017 roku wydała singiel „Switch” wraz z brazylijską wokalistką Anittą. Utwór nosi nazwę „Savior”, gdzie też pojawia się gościnnie lider grupy hip-hop, Migos, Quavo. Jest też głównym singlem raperki, który promuje jej album, Survive The Summer, oraz jest utrzymany on w klimacie muzyki pop.

## Dyskografia

### Albumy studyjne
| Rok                                        | Tytuł | Pozycja na liście | Pozycja na liście | Pozycja na liście | Pozycja na liście | Pozycja na liście | Pozycja na liście | Pozycja na liście | Certyfikat                                                                       |
| Rok                                        | Tytuł | AUS               | NZL               | NOR               | SWE               | FIN               | UK                | USA               | Certyfikat                                                                       |
| ------------------------------------------ | --- | ----------------- | ----------------- | ----------------- | ----------------- | ----------------- | ----------------- | ----------------- | -------------------------------------------------------------------------------- |
| 2014                                       | The New Classic - Data: 21 kwietnia 2014 - Wydawca: Virgin EMI, Island - Format: CD, LP, digital download           | 2                 | 3                 | 6                 | 12                | 24                | 5                 | 3                 | - USA: platynowa płyta - AUS: złota płyta - CAN: złota płyta - UK: srebrna płyta |
| 2019                                       | In My Defense - Data: 19 lipca 2019 - Wydawca: Bad Dreams, Empire - Format: CD, LP, digital download, CC, streaming | 52                | —                 | —                 | —                 | —                 | —                 | 50                |                                                                                  |
| „–” oznacza, że pozycja nie była notowana. | |                   |                   |                   |                   |                   |                   |                   |                                                                                  |

### Reedycje
| Rok                                        | Tytuł                                                                                                   | Pozycja na liście | Pozycja na liście | Pozycja na liście | Certyfikat                             |
| Rok                                        | Tytuł                                                                                                   | AUS               | SWE               | USA               | Certyfikat                             |
| ------------------------------------------ | --- | ----------------- | ----------------- | ----------------- | -------------------------------------- |
| 2014                                       | Reclassified - Data: 21 listopada 2014 - Wydawca: Virgin EMI, Island - Format: CD, LP, digital download | 32                | 53                | 27                | - POL: złota płyta - UK: srebrna płyta |
| „–” oznacza, że pozycja nie była notowana. | |                   |                   |                   |                                        |

### Mixtape'y
| Rok  | Tytuł                                                                                      |
| ---- | ------------------------------------------------------------------------------------------ |
| 2011 | Ignorant Art - Data: 27 września 2011 - Wydawca: Wydanie własne - Format: Digital download |
| 2012 | TrapGold - Data: 11 października 2012 - Wydawca: Wydanie własne - Format: Digital download |

### Minialbumy
| Rok  | Tytuł |
| ---- | --- |
| 2012 | Glory - Data: 30 lipca 2012 - Wydawca: Grand Hustle - Format: Digital download                                     |
| 2013 | Change Your Life - Data: 8 października 2013 - Wydawca: Island Def Jam - Format: CD, digital download              |
| 2013 | iTunes Festival: London 2013 - Data: 25 października 2013 - Wydawca: Virgin EMI - Format: Digital download         |
| 2018 | Survive The Summer - Data: 3 sierpnia 2018 - Wydawca: Island - Format: Digital download                            |
| 2019 | Wicked Lips - Data: 2 grudnia 2019 - Wydawca: Bad Dreams, Empire - Format: CD, LP, digital download, CC, streaming |

## Single
- 2013: „Work”[1][24]
- 2013: „Bounce”[1][24]
- 2013: „Change Your Life” oraz T.I.[1][24]
- 2014: „Fancy” oraz Charli XCX[1][24]
- 2014: „Black Widow” oraz Rita Ora[1][24]
- 2014: „Beg for It” oraz MØ[1][24]
- 2015: „Trouble” oraz Jennifer Hudson[1]
- 2016: „Team”
- 2017: „Mo Bounce”
- 2017: „Switch” oraz Anitta
- 2018: „Savior” oraz Quavo
- 2018: „Kream” gościnnie Tyga – złota płyta w Polsce[25]
- 2019: „Sally Walker”
- 2019: „Started"
- 2019: „Fuck It Up" oraz Kash Doll
- 2019: „Lola" oraz Alice Chater[26]

### Single na albumach innych artystów
- 2012: „Beat Down” (Steve Aoki)[27]
- 2014: „Problem” (Ariana Grande)[24][28]
- 2014: „No Mediocre” (T.I.)[24]
- 2014: „Booty” (Jennifer Lopez)[24]
- 2015: „Pretty Girls”  (Britney Spears)[1] – złota płyta w Polsce[29]
- 2019: „Boys Like You" (VVAVES)

## Nagrody i wyróżnienia
| Rok  | Gala                   | Kategoria                      | Za              | Wynik     |
| ---- | ---------------------- | ------------------------------ | --------------- | --------- |
| 2014 | American Music Awards  | Najlepszy album hip-hop/rap    | The New Classic | Wygrana   |
| 2014 | ARIA Music Awards      | Najlepsza realizacja           | The New Classic | Wygrana   |
| 2015 | Grammy Awards          | Najlepszy album rap            | The New Classic | Nominacja |
| 2015 | Grammy Awards          | Piosenka roku                  | Fancy           | Nominacja |
| 2015 | Grammy Awards          | Najlepszy nowy artysta         | Iggy Azalea     | Nominacja |
| 2015 | Grammy Awards          | Najlepszy duet                 | Fancy           | Nominacja |
| 2015 | Billboard Music Awards | Najlepsza piosenka rap         | Fancy           | Wygrana   |
| 2015 | Billboard Music Awards | Najlepszy artysta streamingowy | The New Classic | Wygrana   |
| 2015 | Billboard Music Awards | Najlepszy artysta rapowy       | The New Classic | Wygrana   |
| 2015 | Billboard Music Awards | Najlepszy album rap            | The New Classic | Nominacja |

## Trasy koncertowe
- 2012: TrapGold European Tour
- 2014: The New Classic Tour[34]
- 2015: The Great Escape Tour[35] – przerwana
- 2018: Bad Girls Tour – przerwana
- 2019: In My Defense Tour